# Hohenfelde (Stormarn)
Pour les articles homonymes, voir Hohenfelde.
Hohenfelde est une commune de l'arrondissement de Stormarn, dans le Land du Schleswig-Holstein.

## Géographie
Hohenfelde se trouve au bord de la Hahnheide.
|         | Linau      |        |
|         | Hohenfelde | Koberg |
| Trittau |            |        |

## Histoire
Hohenfelde est fondé en 1822 par des habitants de Trittau et Hamfelde.

## Source de la traduction
- (de) Cet article est partiellement ou en totalité issu de l’article de Wikipédia en allemand intitulé « Hohenfelde (Stormarn) » (voir la liste des auteurs).